# كسوف كلي للشمس 2017
أصدرت الخدمة البريدية للولايات المتحدة الكسوف الكلي للشمس كسوف إلى الأبد في 20 يونيو 2017. يشتمل الكسوف على صورتين متراكبتين، إحداهما توضح كسوفًا كليًا للشمس والثانية تُظهر اكتمال القمر الذي ينكشف عند تطبيق الحرارة. يحتفل هذا الطابع بذكرى كسوف الشمس في 21 أغسطس 2017 والذي كان مرئيًا عبر الولايات المتحدة القارية من الساحل إلى الساحل، إذا سمحت الأحوال الجوية بذلك.

## تفاصيل
في أول تطبيق كسوف أمريكي للحبر الحراري، تكشف أختام الكسوف الكلي للشمس للأبد صورة ثانية. من خلال فرك الإبهام أو الإصبع على الصورة، ستؤدي الحرارة المنقولة إلى الكشف عن صورة أساسية للقمر الكامل. بعد ذلك، تعود الصورة إلى الصورة القاتمة عندما تبرد.
تلاحظ خدمة البريد الأمريكية أن التعرض للأشعة فوق البنفسجية (UV) يتسبب في تدهور الأحبار الحرارية، لذلك يجب حماية طوابع الكسوف من أشعة الشمس للحفاظ على سلوكها الحراري. للمساعدة في ذلك، ترسل خدمة البريد أجزاء من هذا الطابع إلى المشترين في مظاريف خاصة تمنع الأشعة فوق البنفسجية. بالإضافة إلى ذلك، تتوفر الأكمام الواقية من الأشعة فوق البنفسجية لطوابع الكسوف من مكاتب البريد مقابل 25 لكل منها.
تم التقاط صورة الكسوف الكلي للشمس على الكسوف في جالو، ليبيا في 29 مارس 2006 بواسطة فريد إسبيناك. الصورة البديلة للطابع هي صورة للقمر الكامل التقطها إسبيناك في مرصده في بورتال، أريزونا في عام 2010. يُعرف إسبيناك باسم "السيد إكليبس"، وهو عالم فيزياء فلكية متقاعد في وكالة ناسا. تم تصميم الطوابع من قبل المدير الفني للخدمة البريدية للولايات المتحدة أنطونيو الكالا من الإسكندرية، فيرجينيا.
تتم طباعة الكسوف في لوح لاصق حساس للضغط مكون من 16 طابعًا،  في تصميم واحد.

## فئة
الكسوف هو كسوف إلى الأبد، لذلك لا يحتوي على فئة محددة مما يعني أنه سيكون دائمًا مساويًا في القيمة لسعر 1 أونصة الحالي للبريد من الدرجة الأولى، بغض النظر عن أي تغييرات في الأسعار في المستقبل.

## حفل اليوم الأول
أقيم احتفال اليوم الأول لصدور الطابع في 20 يونيو 2017 في متحف الفن بجامعة وايومنغ مع الاحتفال السنوي بالانقلاب الصيفي الصيفي. تم تصميم هذا المبنى بميزة معمارية حيث، في يوم الانقلاب الصيفي كل عام، يتحرك شعاع واحد من ضوء الشمس عبر الأرضية ويضيء على دولار فضي مثبت في الأرضية في وسط معرض وتوندظ اهرا.

## روابط خارجية
- طوابع كسوف الشمس على موقع MrEclipse.com